# Hamodes
Hamodes là một chi bướm đêm thuộc họ Erebidae.

## Các loài
- Hamodes propitia Boisduval, 1832